# 布科溫卡 (穆卡切沃區)
48°27′10″N 22°49′15″E / 48.45278°N 22.82083°E
布科溫卡（烏克蘭語：Буковинка），是烏克蘭的村落，位於該國西部外喀爾巴阡州，由穆卡切沃區負責管轄，面積0.91平方公里，海拔高度231米，2001年人口515，人口密度每平方公里566.56人。